# 郑祖荫

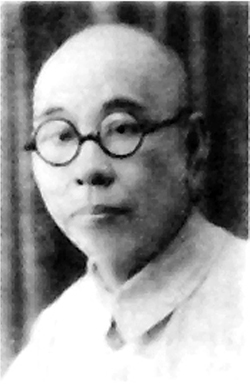
郑祖荫

郑祖荫（1872年—1944年），字兰荪，生于清朝福建省福州府闽县，中国革命家，中国同盟会会员、中国国民党党员。

## 生平
郑祖荫于1872年出生在福建省闽县仓前山龙潭角，父亲经营草药铺。郑祖荫自幼勤于读书，甲午战争后倾向于改革，1896年曾协助黄乃裳创办《福报》，宣传变革。1898年维新变法失败后转向革命。1902年在福州组织“益闻社”，设阅报所宣传革命。1903年加入林斯琛等人组织的共和山堂，1905年因谋划与福建学生联合会联谊共济而被政府搜查，暂避外地，后又返回福州成立“公益社”，1908年，公益社更名“桥南公益社”，成为被清政府承认并备案的社团。1906年，郑祖荫代替郑权担任汉族独立会会长，并将汉族独立会改组为中国同盟会福建支会，郑祖荫任会长。1910年，郑祖荫当选为福建省谘议局常驻议员。1911年武昌起义爆发后，他动员驻福建的新军将领孙道仁加入同盟会。11月9日，他又参与指挥了福州光复起义，并在胜利之后担任福建省都督府参事员会参事员，后任福建省政务院副院长。
中华民国成立后，郑祖荫当选南京中华民国临时政府参议员，后随参议院到北京任职，不久因不满袁世凯的国会而离职返回福州任都督府秘书长。1913年因参与福建的二次革命而一度被捕。1917年为了逃避军阀李厚基的迫害而离开福建，到广东投奔方声涛。1920年12月，受林森之邀到广州任护法国会非常会议秘书厅秘书。李厚基被驱逐出福建后，林森任省长，郑祖荫任省公署秘书，但仅两个月后就随着林森的失势而离任。1927年北伐军占领福建，郑祖荫先到省政务委员会工作，后任省主席公署秘书。1933年福建事变期间暂避南京，事变失败后回福州任国民党福建省党部执行委员。抗日战争时期，1939年9月，郑祖荫在永安县当选为福建省临时参议会参议员，并任议长，任内反对福建省主席陈仪的经济政策，两度敦促林森罢免陈仪，终于导致1941年陈仪调离福建。1941年日军占领福州，郑祖荫迁居永泰县。1943年，复任第二届福建省临时参议会议长。1944年，病逝于永泰县。